# Fritz Mackensen
Fritz Mackensen (ur. 8 kwietnia 1866 w Greene, zm. 12 maja 1953 w Worpswede) – niemiecki malarz, współzałożyciel kolonii artystycznej Worpswede.

## Życiorys
Fritz Mackensen urodził się 8 kwietnia 1866 roku w Greene. Od 1884 roku studiował w Kunstakademie Düsseldorf, m.in. u Petera Janssena (1844–1908) i regularnie przyjeżdżał latem w plenery Worpswede. Wkrótce dołączyli do niego przyjaciele ze studiów Otto Modersohn (1865–1943) i Hans am Ende (1864–1918). Razem z Fritzem Overbeckiem (1869–1909) i Heinrichem Vogelerem (1872–1942), którzy dołączyli w okresie 1893–1894, współzałożyli kolonię artystyczną Worpswede.
W latach 1888–1889 kontynuował studia na Akademii Sztuk Pięknych w Monachium u Wilhelma von Dieza (1839–1907) i Friedricha Augusta von Kaulbacha (1850–1920). W 1892 roku Mackensen studiował u Christiana Ludwiga Bokelmanna (1844–1894) w Karlsruhe, gdzie pracował nad swoim dziełem Gottesdienst im Freien. W 1893 roku wyjechał z Bokelmannem do Berlina, gdzie ukończył obraz. W latach 1895–1904 mieszkał w Worpswede, gdzie w 1900 roku zbudował dom z pracownia – Ville am Weyerberg.  
W 1895 roku malarze z Worpswede wystawili razem swoje prace w Pałacu Szklanym w Monachium i zaistnieli zbiorowo na niemieckiej scenie sztuk pięknych. W 1895 roku obraz Mackensena Gottesdienst im Freienzdobył wyróżnienie. W 1897 roku powstało Stowarzyszenie Malarzy  Worpswede – Künstlervereinigung Worpswede, a Mackensen obok Modersohna stał się najbardziej uznanym członkiem tej grupy.
Worpswede przyciągnęło kolejnych artystów, m.in. poetę Rainera Marię Rilkego (1875–1926), który w swojej monografii Worpswede zawarł portrety pięciu malarzy, w tym Fritza Mackensena.
W 1908 roku Mackensen został profesorem na Akademii Sztuk Pięknych w Weimarze, której był dyrektorem w latach 1910–1918. W latach 1933–1934 kierował Nordische Kunsthochschule, dzisiejszą Hochschule für Künste Bremen.
Mackensen zmarł 12 maja 1953 roku w Worpswede.

## Twórczość
Duży wpływ na sztukę Mackensena miało obcowanie z dziełami Rembrandta, Böcklina i Feuerbacha w monachijskich muzeach. Jego uznanie zdobyły prace francuskich malarzy Corota (1796–1875), Daubigny’ego (1817–1878), Dupré (1811–1889) i Rousseau (1812–1867) podczas III. Międzynarodowej Wystawy Sztuki. Na twórczość Mackensena miał również wpływ tekst niemieckiego historyka sztuki Juliusa Langbehna (1851–1907) o Rembrancie – Rembrandt als Erzieher.
W latach 90. XIX w. Mackensen tworzył wielkoformatowe przedstawienia figuralne życia na wsi, np. Der Säugling (1892), nazywany również „Madonną torfowiska” (niem. Moormadonna). Pod koniec XIX w. Mackensen zwrócił się ku malowaniu pejzaży w stylu niemieckich impresjonistów.  
Do jego uczniów należała m.in. Paula Modersohn-Becker (1876–1907) – prekursorka ekspresjonizmu.